# العبودية في القرن الحادي والعشرين
يشير مصطلح العبودية المعاصرة المعروف أيضاً باسم العبودية الحديثة أو العبودية الجديدة، إلى العبودية المؤسسية التي لا تزال موجودة في مجتمعنا الحاضر. تتراوح تقديرات عدد العبيد اليوم بين حوالي 21 مليون إلى 70 مليون، اعتمادًا على الطريقة المستخدمة للتقدير والتعريف المستخدم للعبودية.

## التعريف
يقول مكتب مراقبة ومكافحة الاتجار بالأشخاص التابع لوزارة الخارجية الأمريكية إن "العبودية الحديثة" و "الاتجار بالأشخاص" و "الاتجار بالبشر" قد استُخدمت كمصطلحات شمولية لعمليات التجنيد والإيواء، أو نقل أو توفير أو الحصول على شخص بغرض العمل القسري أو ممارسة الجنس التجاري باستخدام القوة أو الاحتيال أو الإكراه ".

## الأسباب
يحتاج مالك العبيد فقط إلى دفع ثمن القوت والمعدات في العمل بالسخرة. وهذا في بعض الأحيان أقل من تكلفة أجور العمال الأحرار، حيث يكسب العمال الأحرار أكثر مما ينفق لدفع قوتهم؛ وفي هذه الحالات يكون للعبيد سعر إيجابي. عندما تتجاوز تكلفة المعيشة والتطبيق معدل الأجور، لن يكون امتلاك العبيد مربحا بعد الآن وسيقوم المالكون ببساطة بإطلاق سراح عبيدهم. وبالتالي، فإن العبيد استثمار أكثر جاذبية في البيئات عالية الأجور، والبيئات التي يكون فيها تطبيقه رخيصًا، وأقل جاذبية في البيئات التي يكون فيها معدل الأجور منخفضًا ويكون تطبيقه مكلفًا.
كما يحصل العمال الأحرار على فوارق تعويضية، حيث يحصلون على المزيد مقابل عمل غير سار. لكن لا ترتفع تكاليف القوت ولا التطبيق مع عدم رضا العمال، لذلك لا ترتفع تكاليف العبيد بنفس المقدار. وعلى هذا النحو، فإن العبيد أكثر جاذبية للعمل غير السار وأقل من أجل العمل اللطيف. ولأن عدم الرضا عن العمل ليس شأناً داخلياً، حيث يتحمله العبد بدلاً من المالك، فهو عمل خارجي سلبي ويؤدي إلى الإفراط في استخدام العبيد في هذه المواقف. كما يمكن إجبار العبيد على القيام بأعمال غير قانونية مثل انتقاء الحبوب أو إنتاج القنب.
يمكن أن تكون العبودية الحديثة مربحة تماماً، والحكومات الفاسدة تسمح بها ضمنيًا، على الرغم من كونها محظورة بموجب المعاهدات الدولية مثل الاتفاقية التكميلية لإلغاء العبودية والقوانين المحلية. قُدر إجمالي الإيرادات السنوية للمتاجرين في العبيد في عام 2004 بما يتراوح بين 5 مليارات و9 مليارات دولار، على الرغم من أن الأرباح أقل بكثير من هذا الرقم. تم بيع العبيد الأمريكيين في عام 1809 مقابل ما يعادل 40000 دولار أمريكي من أموال اليوم. واليوم، يمكن شراء العبد مقابل 90 دولارًا. وكثيراً ما يُنظر إلى تجنيد بعض الجنود الأطفال من قبل بعض الحكومات على أنه شكل من أشكال العبودية المعتمدة من الحكومة.
وكثيرا ما ينظر إلى العبودية الحديثة على أنها نتيجة ثانوية للفقر. فالبلدان التي تفتقر إلى التعليم، والحرية الاقتصادية، وحكم القانون، وذات بنية اجتماعية ضعيفة، يمكن أن تخلق بيئة تعزز قبول العبودية وانتشارها.
وقال البروفيسور ريمنجتون كراوفورد الثالث من جامعة تورنتو:

## الأنواع

### العبودية بالنسب

انتشار العبودية الحديثة في دول العالم نسبة إلى عدد السكان

العبودية عن طريق النسب chattel slavery هي الشكل الأكثر ارتباطاً بكلمة العبودية، حيث يعتبر الشخص المستعبد ملكية شخصية (chattel) لشخص آخر، وعادة ما يمكن شراؤه وبيعه. وهي تنبع تاريخياً من الفتوحات، حيث يستعبد الشخص المحتل، كما هو الحال في الإمبراطورية الرومانية أو الإمبراطورية العثمانية، أو من الإغارة على العبيد، مثل تجارة الرقيق في المحيط الأطلسي أو تجارة الرقيق العربية. والآن في القرن الواحد والعشرين ألغت كل البلاد تقريباً أي قانون بها يسمح بالعبودية. يمكن أيضا نقل عبودية الديون إلى الأحفاد مثل عبودية الكارتل.

### العمل القسري الحكومي والتجنيد
تجبر الحكومة في كوريا الشمالية العديد من الناس على العمل من أجل الدولة سواء داخل كوريا الشمالية أو خارجها، وأحيانًا لسنوات عديدة. يقدر مؤشر العبودية العالمي لعام 2018 أن 2.8 مليون شخص كانوا عبيدًا هناك. وتقدر قيمة كل العمل الذي يقوم به الكوريون الشماليون للحكومة بمبلغ 975 مليون دولار أمريكي، مع اضطرار العمال الشباب (dulgyeokdae) إلى القيام بأعمال بناء خطرة، وأجبرت النساء والفتيات العاملات (inminban) على صنع الملابس في المصانع المستغلة للعمال. وتكون هذه العمالة في كثير من الأحيان غير مدفوعة الأجر. بالإضافة إلى ذلك، فإن جيش كوريا الشمالية المكون من 1.2 مليون جندي يعمل غالباً على مشاريع بناء غير المرتبطة بالدفاع عن البلاد.
هناك ما يقدر بـ 300,000 إلى 400,000 شخص في برنامج الخدمة العسكرية لأجل غير مسمى في اريتريا، والذي يرقى إلى مستوى العبودية الجماعية وفقاً لمحققين تابعين للأمم المتحدة. كما وجد تقريرهم وقائع عن العبودية الجنسية وغيرها من الأعمال القسرية.
حوالي 35-40 دولة تفرض حالياً التجنيد العسكري الإجباري بشكل ما، حتى لو كانت خدمة مؤقتة فقط.

### عمل السجون
تعرض ملايين السجناء للعمل القسري غير المأجور في نظام السجون العمالية في الصين (المعروف سابقاً باسم لاوجاي laogai). يقدر نظام لاوجاي حاليا بما بين 500000 و2 مليون سجين، وتسبب في عشرات الملايين من الوفيات. قامت الصين بتشغيل نظام إعادة التثقيف الأصغر بالتوازي مع لاوجاي من خلال العمل في السجون حتى عام 2013. وبالإضافة إلى هذين، يُزعم أن الصين تقوم أيضًا بتشغيل معسكرات العمل القسري في شينجيانغ، وسجنت مئات الآلاف (وربما يصل عددهم إلى مليون) من المسلمين والأيغور والأقليات العرقية الأخرى والمنشقين السياسيين.
في البداية أنكرت الصين هذا، مدعيا أنه لا يوجد قمع للأقليات العرقية، ولا أي مراكز احتجاز تعسفي أو إعادة تعليم في شينجيانغ. وبعد حوالي شهر عادت الصين إلى ذلك، حيث قامت حكومة شينجيانج رسميا بتشريع السجون.
أقرت الولايات المتحدة التعديل رقم 13 على دستور الولايات المتحدة في عام 1865، الذي يحظر العبودية والعبودية القسرية «إلا كعقوبة على جريمة أدين فيها المتهم على النحو الواجب»، مما يوفر أساسًا قانونيًا لاستمرار العبودية في البلاد في كثير من الحالات يتم فرض العمل العقابي مع معاقبة السجناء بالحبس الانفرادي إذا رفضوا العمل. تقدر صناعة العمل في السجون بأكثر من مليار دولار أمريكي سنويا لبيع المنتجات التي يصنعها السجناء، في حين أن النزلاء يدفعون القليل جدا أو لا شيء في المقابل. وفي ولاية كاليفورنيا، يحارب 2500 من السجناء حرائق الغابات مقابل دولار واحد فقط في الساعة، مما يوفر للدولة ما يصل إلى 100 مليون دولار في السنة.
كما يمكن احتجاز عشرات الآلاف من السجناء في معسكرات العمل القسري في كوريا الشمالية. ويعاني السجناء من ظروف شديدة القسوة، حيث يتم اجبارهم على حفر قبورهم وإلقاء الحجارة على جثة السجناء الآخرين.

### العمل الاستعبادي
يعمل ملايين الناس اليوم كعمال مستعبدين. تبدأ الدورة عندما يأخذ الناس قروضا ضخمة بشرط أن يعملوا من أجل التخلص من دينهم. ولكن هذه القروض مصممة بحيث لا يمكن سدادها أبدًا، وغالبًا ما يتم ترحيله للأجيال التالية. هذا النوع من العبودية سائد في جنوب آسيا. يصبح الناس محاصرين في هذا النظام حيث يعملون ظاهريا نحو سداد القرض، على الرغم من أنهم غالبا ما يجبرون على العمل بعد المبلغ الأصلي الذي يدينون به. انهم يعملون تحت قوة التهديدات وسوء المعاملة، ويعزز عجزهم هذا وجود فرق كبير بين سلطة الدائن والمدين.

### العمل القسري المهاجر
قد يُغري الناس بالهجرة تحت وعد بالعمل، فقط لاستلام وثائقهم وإجبارهم على العمل تحت تهديد العنف لهم أو لعائلاتهم. ويمكن أيضا الاستفادة من المهاجرين غير المسجلين دون الإقامة القانونية، حيث إنهم لا يملكون في كثير من الأحيان رفاهية اللجوء إلى القانون. وهذا هو شكل من أشكال العبودية السائدة في معظم الأحيان في البلدان الغنية مثل الولايات المتحدة، في أوروبا الغربية، وفي الشرق الأوسط جنبا إلى جنب مع العبودية الجنسية.
يتم استغلال بعض العمال الأجانب واستعبادهم بشكل أو بآخر في دولة الإمارات العربية المتحدة. غالبية السكان المقيمين في الإمارات العربية المتحدة هم من العمال المهاجرين الأجانب بدلاً من المواطنين الإماراتيين المحليين. يوجد في البلاد نظام الكفالة الذي يربط العمال المهاجرين بالجهات الإماراتية المحلية مع القليل من الإشراف الحكومي. وقد أدى هذا في كثير من الأحيان إلى العمل القسري والاتجار بالبشر.
```
أصدرت الإمارات قانونًا لحماية حقوق العمال المنزليين في عام 2017.
[
15
]
```

يتم تهريب المراهقين الفيتناميين إلى المملكة المتحدة وإجبارهم على العمل في مزارع القنب غير المشروعة. وعندما تغير الشرطة على مزارع القنب، عادة ما يتم إرسال الضحايا المغرر بهم إلى السجن.

### العبودية الجنسية
وإلى جانب عبودية المهاجرين فإن الدعارة القسرية هي شكل من أشكال العبودية غالباً ما نوجد في المناطق الغنية مثل الولايات المتحدة وأوروبا الغربية والشرق الأوسط. وهذا هو الشكل الأساسي للعبودية في أوروبا الشرقية وجنوب شرق آسيا، ولا سيما في مولدوفا ولاوس. يتم الاتجار بالعبيد من الأطفال من هذه المناطق إلى الغرب والشرق الأوسط. ما يقدر ب 22 ٪ من العبيد حتى الآن ينشطون في صناعة الجنس.
ذكرت صحيفة غالف تايمز في عام 2005 أن الأولاد من نيبال قد تم إغراءهم للذهاب إلى الهند وتم استعبادهم بغرض ممارسة الجنس. كما تعرض العديد من هؤلاء الأولاد إلى عملية تشويه الأعضاء التناسلية (الإخصاء).

### الزواج القسري وزواج الأطفال
إن الزواج المبكر أو القسري هو أساس من أشكال العبودية التي تؤثر على ملايين النساء والفتيات في جميع أنحاء العالم، في الأغلب تحت تأثير الثقافة. غالباً ما تزوج البنات إلى الذكور من العائلات الأكثر ثراءً والأكثر نفوذاً عندما لا تستطيع العائلات دعم هؤلاء البنات مادياً. هؤلاء الرجال غالبا ما يكنّ أكبر بكثير من الفتيات. تضطر الإناث إلى خوض حياة يكون غرضها الرئيسي فيها خدمة أزواجهن. وهذا غالباً ما يشجع على الإساءة البدنية واللفظية والجنسية.
كما يحدث الزواج القسري أيضا في الدول المتقدمة. ففي المملكة المتحدة كان هناك 3546 تقريرًا إلى الشرطة عن الزواج القسري على مدار ثلاث سنوات من عام 2014 حتى عام 2016.
أيضاً كان هناك أكثر من 200000 قاصر متزوجون قانونيًا في الفترة ما بين عامي 2002 و2017 في الولايات المتحدة، ويبلغ عمر أصغرهم 10 سنوات فقط. وكان معظمهم متزوجين من بالغين. حالياً 48 ولاية أمريكية بالإضافة إلى العاصمة وبورتوريكو، تسمح بزواج القاصرين طالما أن هناك موافقة قضائية أو موافقة الوالدين أو إذا كانت القاصر حاملاً. العديد من الولايات (مثل كاليفورنيا) ليس لديهم حد أدنى للسن في مثل هذه الحالات. بدأت العديد من الولايات في تمرير قوانين تقيد زواج الأطفال أو تحظره كليًا في عام 2017-2018.
مصطلح شراء العروس هو فعل شراء عروس كممتلكات بطريقة مماثلة للعبودية. ويمكن أيضاً أن تكون ذات صلة بالاتجار بالبشر.

### عمالة الأطفال
يشكل الأطفال حوالي 26 ٪ من العبيد اليوم. معظمهم عاملات منازل أو يعملن في صناعات الكاكاو أو القطن أو الصيد. كثير منهم يتم الاتجار بهم واستغلالهم جنسيا. يتم اختطاف الأطفال وبيعهم للأحزاب السياسية لاستخدامهم كجنود أطفال في البلدان التي مزقتها الحرب. إن العمل القسري للأطفال هو الشكل المهيمن للعبودية في هايتي.

### صناعة صيد الأسماك
إن صناعة صيد الأسماك في تايلاند هي واحدة من أكبر مصدري المأكولات البحرية في العالم، وهي تتزامن بكثرة مع الاتجار بالبشر وسوء المعاملة. وقد وثقت تقارير كثيرة منذ عام 2000 العمل القسري للعمال المتاجر بهم في صناعة صيد الأسماك التايلندية. حيث تم إجبار آلاف المهاجرين من كمبوديا ولاوس وفيتنام وميانمار المجاورة وغيرهم من السكان المحليين من المناطق الريفية على العمل في قوارب صيد بدون عقد أو أجور ثابتة. غالبًا ما يتم خداع ضحايا الاتجار من خلال الوعود الكاذبة بأعمال جيدة بالمصانع، ثم يتم إجبارهم على العمل بقوارب الصيد حيث يتم احتجازهم وشراؤهم وبيعهم مثل الماشية، واحتجازهم ضد إرادتهم لأشهر أو سنوات في كل مرة، وإجبارهم على العمل الشاق لمدة 22 ساعة في ظروف خطرة. أولئك الذين يقاومون أو يحاولون الهرب يتعرضون للضرب والتعذيب والقتل في كثير من الأحيان.

## الجهود الحكومية ضد العبودية
وفقًا لبيانات وزارة الخارجية الأمريكية، فإن "ما يقدر بـ 600,000 إلى 820,000 رجل وامرأة وطفل يتم الاتجار بهم عبر الحدود الدولية كل عام، حوالي 70 بالمئة منهم نساء وفتيات ونسبة تصل إلى 50 بالمئة قاصرات. كما توضح البيانات أيضًا أن غالبية الضحايا متعددي الجنسيات يتم الاتجار بهم في الاستغلال الجنسي التجاري.
الحكومة المشهود لها بالوقوف ضد العبودية الحديثة هي هولندا والولايات المتحدة والمملكة المتحدة والسويد وأستراليا والبرتغال وكرواتيا وإسبانيا وبلجيكا وألمانيا والنرويج. ففي المملكة المتحدة مثلاً، وضعت الحكومة إصلاحات رئيسية في النظام القانوني من خلال قانون التمويل الجنائي اعتبارا من 30 سبتمبر 2017. وبموجب هذا القانون ستكون هناك شفافية فيما يتعلق بمشاركة المعلومات بين البنوك ووكالات إنفاذ القانون للمساعدة في اتخاذ إجراءات صارمة ضد وكالات غسيل الأموال ذات الصلة بالعبودية المعاصرة. ويهدف القانون أيضا إلى الحد من حالات التهرب الضريبي التي تعزى إلى تجارة الرقيق المربحة التي تجري في إطار القانون. وعلى الرغم من هذا، رفضت حكومة المملكة المتحدة اللجوء إلى ترحيل الأطفال المتجر بهم إلى المملكة المتحدة كعبيد. وهذا يضع الأطفال في خطر التعرض لسيطرة عصابات العبودية مرة أخرى، كما أنه يمنع الأطفال الضحايا من التقدم بالمعلومات.
في المقابل فإن الحكومات المتهمة باتخاذ أقل الإجراءات ضد مكافحة العبودية هي كوريا الشمالية وإيران وإريتريا وغينيا الاستوائية وهونغ كونغ وجمهورية أفريقيا الوسطى وبابوا غينيا الجديدة وغينيا وجمهورية الكونغو الديمقراطية وجنوب السودان.